# Vasco Anes da Costa

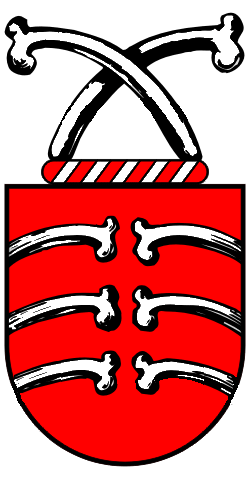
Brasão da família Costa, antepassados dos Corte-Real.

Vasco Anes da Costa(1360-?), filho de João Lopes da Costa, foi fronteiro-mor do Algarve, e cavaleiro fidalgo originário de Tavira.  Defendeu Tavira das incursões dos castelhanos nas Guerras Fernandinas no tempo do rei Fernando I de Portugal .
Mais tarde, foi partidário de mestre de Avis , estando ao seu lado na Batalha de Aljubarrota .
Dele descendem todos os membros da família Corte-Real, por intermédio de dois dos seus filhos, Vasco Anes Corte Real (I) e Gil Anes da Costa.